# Центральна дитяча бібліотека (Тернопіль)
Центральна дитяча бібліотека — структурний підрозділ Тернопільської міської централізованої бібліотечної системи.

## Проекти

### Проект «Двовимірне читання»
Основна мета проекту — активне залучення QR-кодів у бібліотеці.
Використання кодів відбувається у таких напрямках:
1) QR-коди у навчанні.
Працівник бібліотеки розміщує QR-код, при скануванні якого зображається посилання на сайт, у якому користувач книги дізнається додаткову інформацію, пов'язану із темою книги.
Це може бути : — Біографія; — Вікторина; — Питання для перевірки знань; — Інформація про книгу, автора; — Рекомендований список книг відповідного спрямування; — Скорочений варіант; — Реферат і та інші.
Така методика допоможе читачеві книги, яка містить код, глибше вивчити матеріал, спростить пошук потрібної інформації.
2) «Новинки бібліотеки» — зображення інформації про нову книгу способом розміщення коду на вікнах приміщень бібліотеки чи в інших громадських місцях. Сканувавши код у користувача залишиться інформація про книгу, що спонукатиме до читання.
Використання QR-кодів, на думку бібліотекарів, допоможе по-новому подивитись на книгу і читання.

### Міні-проект «Розвивайко»
Мета проекту «Розвивайко» — сприяння активному інтелектуальному розвитку малюків. На базі цієї бібліотеки створено дві вікові групи від 1-3 років та 3-5 років, для яких розроблено відповідний комплекс занять.